# Balistidae
La famiglia Balistidae comprende 42 specie di pesci d'acqua salata comunemente conosciuti come  pesci balestra, appartenenti all'ordine Tetraodontiformes.

## Etimologia
Il nome deriva dal latino balista, balestra, etimologia facilmente comprensibile vista la particolare forma delle pinne, simile all'arco della balestra e al "grilletto" della prima pinna dorsale.

## Distribuzione e habitat
Queste specie sono diffuse nelle acque tropicali e subtropicali dell'Oceano Atlantico, nell'Indo-Pacifico, nel Mar Rosso e nel Mediterraneo.

## Descrizione

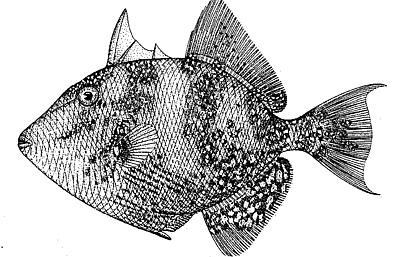
La tipica forma romboidale dei Balistidi con le pinne a "balestra"

I pesci balestra hanno forma ovoidale, fortemente compressa ai lati: la testa è lunga oltre 1/3 dell'intero corpo. Gli occhi sono prominenti, la bocca è munita di un robusto becco munito di denti taglienti. Le pinne pettorali sono piccole ma robuste, manca la coppia delle ventrali, la dorsale e l'anale sono poste specularmente e indietreggiate, vicine alla coda. Sul dorso è presente inoltre una pinna particolare, formata da 3 raggi spinosi, il primo dei quali è erettile e munito di una sorta di blocco di sicurezza. Questo congegno anatomico permette ai pesci balestra di sfuggire ai predatori, resistendo incastrati tra le rocce in caso di pericolo oppure diventando troppo grossi in bocca per venire ingoiati. 

I pesci balestra sono facilmente riconoscibili anche per il loro modo di nuotare: pinna dorsale ed anale infatti ondeggiano a sinistra e a destra alternativamente. 

Le dimensioni dei Balistidi variano da 30 a 75 cm, a seconda della specie.

## Etologia

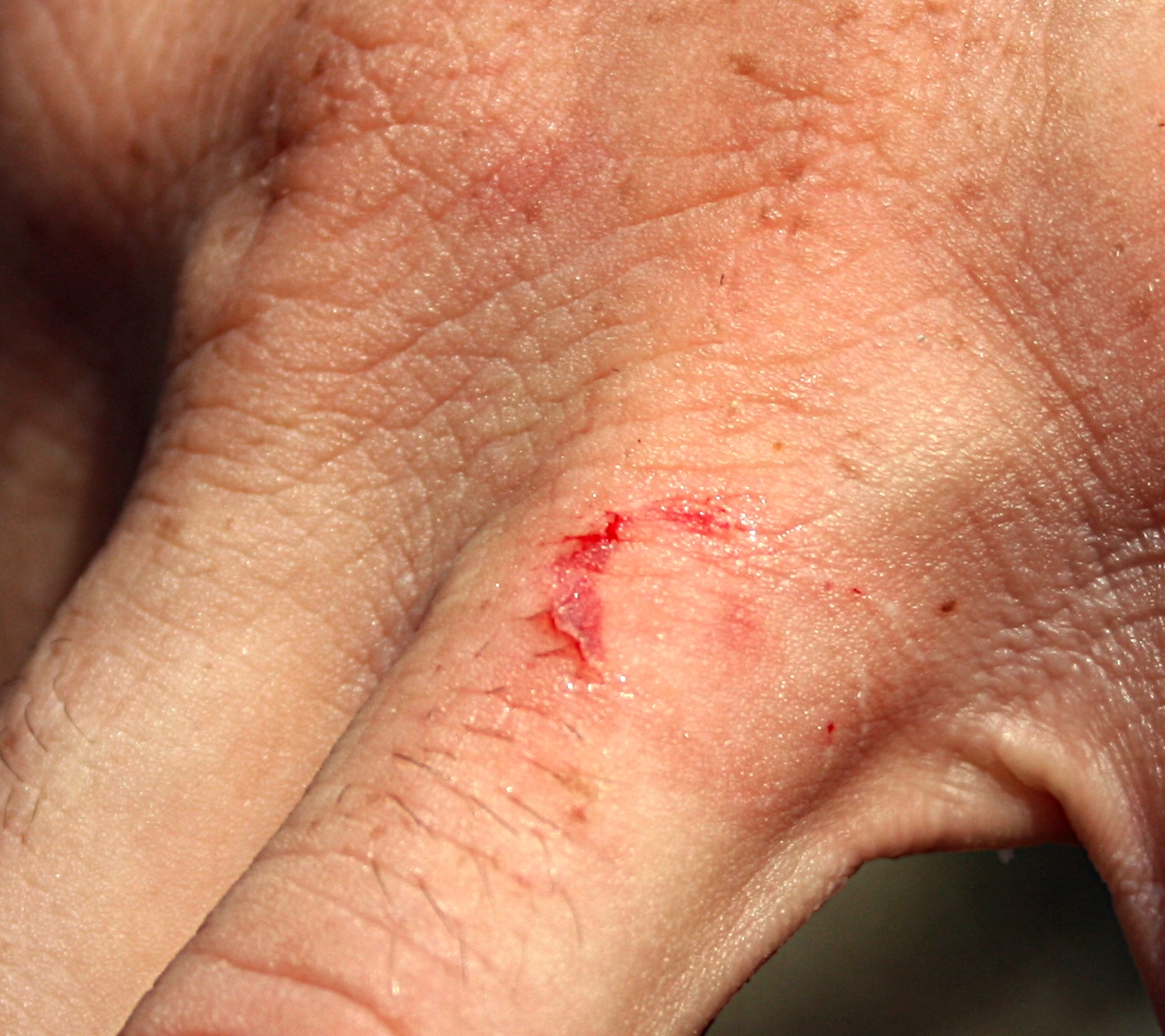
Conseguenze di un incontro ravvicinato tra un Balistide e un sub

Le specie di Balistidi più grandi tendono ad avere comportamento territoriale e aggressivo: in particolare, il Balistide Titano (Balistoides viridescens) è conosciuto per come difende stoicamente il proprio territorio, anche contro i subacquei e i praticanti di snorkeling che incautamente si avvicinano troppo ad un nido con uova o piccoli difesi da un genitore estremamente aggressivo. Questo pesce può arrivare a mordere e perfino succhiare sangue al suo aggressore (che diventa aggredito) per indebolirlo. 
Il pesce fa scattare immediatamente la sua particolare pinna dorsale non appena percepisce una minaccia; spesso attacca senza avvertimento. Il territorio del nido è a forma di V posta verticalmente sul fondo, quindi il modo più veloce per allontanarsi prevenendo un attacco o scappando dopo averlo subito è nuotare orizzontalmente, paralleli al fondo marino.

## Riproduzione
Nel periodo riproduttivo i maschi permettono alle femmine di entrare nei loro vasti territori: durante l'accoppiamento la femmina depone le uova in una buca sul fondo, nascosto tra le rocce. Molte specie montano la guardia alle uova e presentano cure parentali.

## Alimentazione
Sono animali solitari, diurni e ferocemente territoriali che si cibano principalmente di invertebrati ma non disdegnano zooplancton e alghe.

## Specie

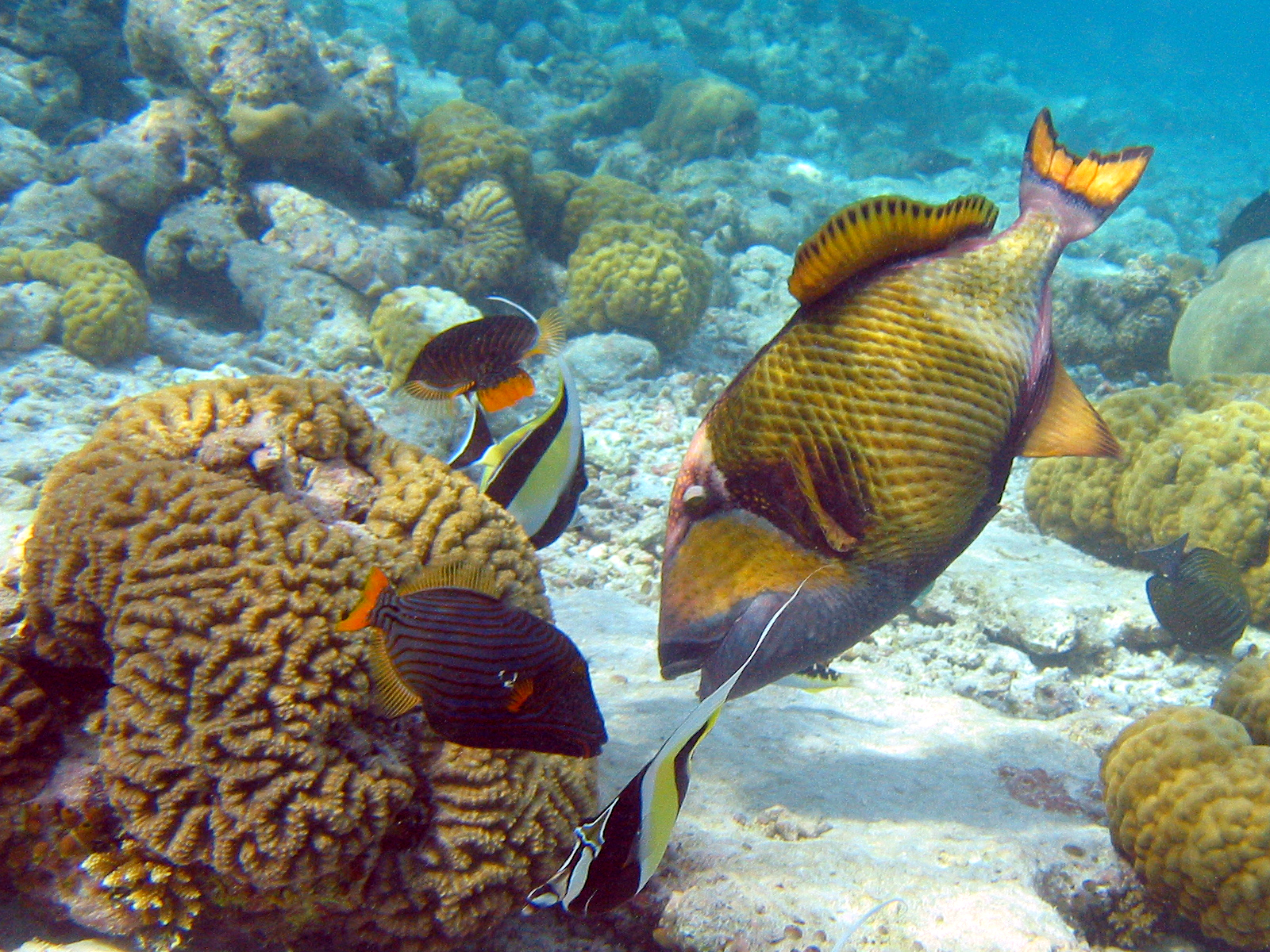
Balistoides viridescens e Balistapus undulatus (a sin.)

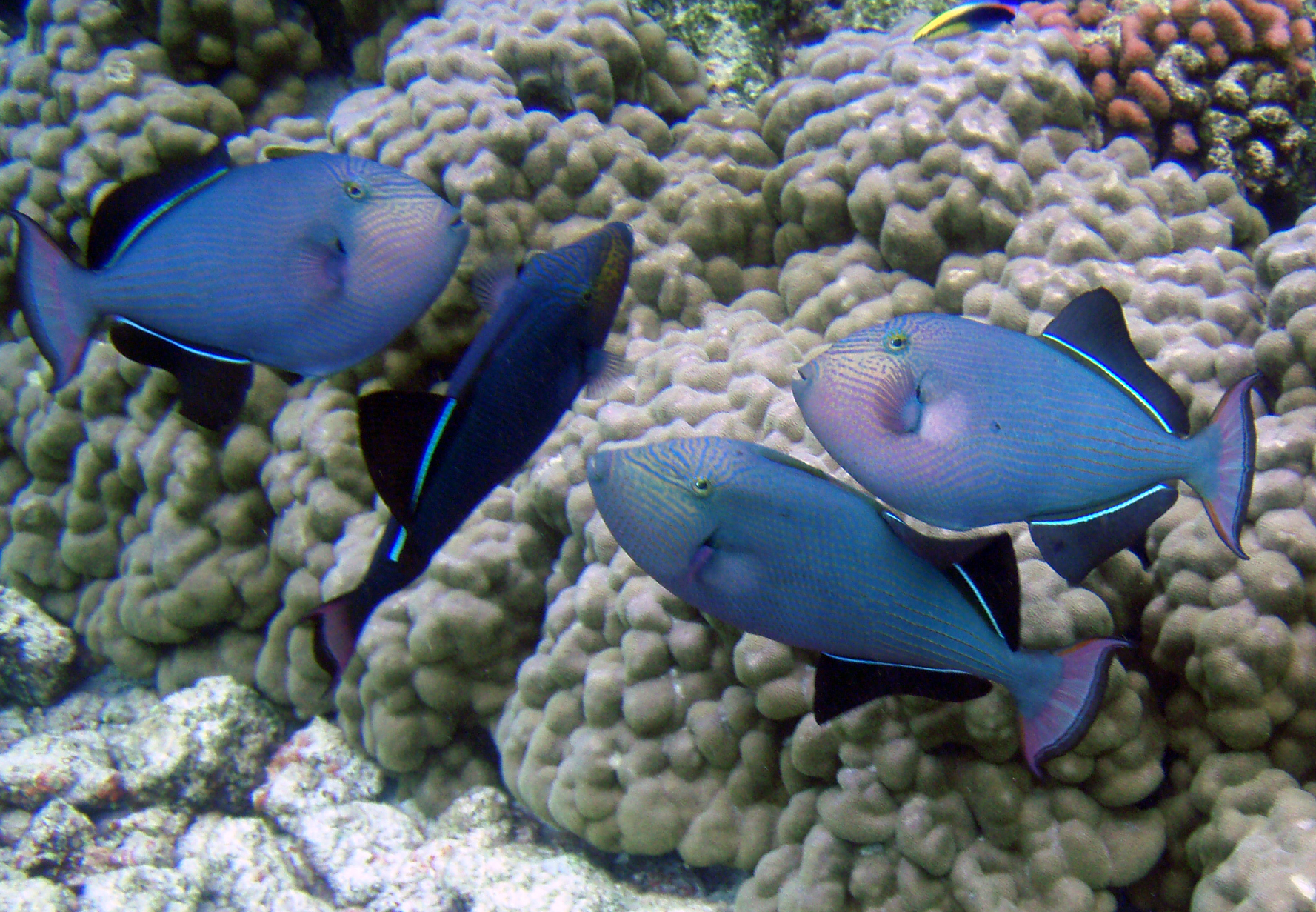
Melichthys niger

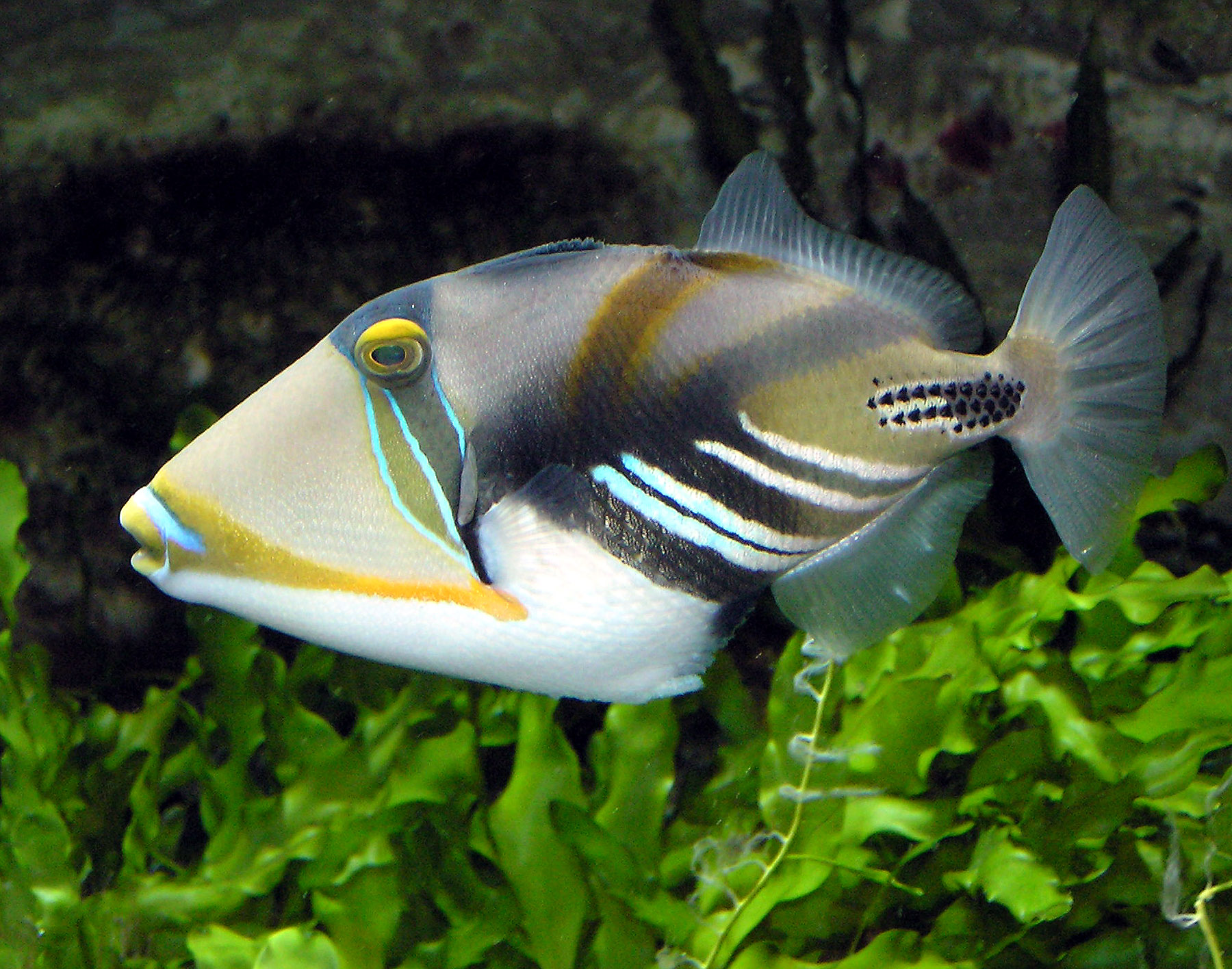
Rhinecanthus aculeatus, Pesce Balestra Picasso

La famiglia comprende 42 specie
- Genere Abalistes
  - Abalistes filamentosus
  - Abalistes stellatus
- Genere Balistapus
  - Balistapus undulatus
- Genere Balistes
  - Balistes capriscus
  - Balistes ellioti
  - Balistes polylepis
  - Balistes punctatus
  - Balistes rotundatus
  - Balistes vetula
  - Balistes willughbeii
- Genere Balistoides
  - Balistoides conspicillum
  - Balistoides viridescens
- Genere Canthidermis
  - Canthidermis macrolepis
  - Canthidermis maculata
  - Canthidermis sufflamen
- Genere Melichthys
  - Melichthys indicus
  - Melichthys niger
  - Melichthys vidua
- Genere Odonus
  - Odonus niger
- Genere Pseudobalistes
  - Pseudobalistes flavimarginatus
  - Pseudobalistes fuscus
  - Pseudobalistes naufragium
- Genere Rhinecanthus
  - Rhinecanthus abyssus
  - Rhinecanthus aculeatus
  - Rhinecanthus assasi
  - Rhinecanthus cinereus
  - Rhinecanthus lunula
  - Rhinecanthus rectangulus
  - Rhinecanthus verrucosus
- Genere Sufflamen
  - Sufflamen albicaudatum
  - Sufflamen bursa
  - Sufflamen chrysopterum
  - Sufflamen fraenatum
  - Sufflamen verres
- Genere Xanthichthys
  - Xanthichthys auromarginatus
  - Xanthichthys caeruleolineatus
  - Xanthichthys greenei
  - Xanthichthys lima
  - Xanthichthys lineopunctatus
  - Xanthichthys mento
  - Xanthichthys ringens
- Genere Xenobalistes
  - Xenobalistes tumidipectoris